# Nadie ha dicho
"Nadie ha dicho" es una canción interpretada por la italiana Laura Pausini. Fue lanzada digitalmente el 26 de enero de 2018 bajo el sello discográfico Warner Music como sencillo, de su producción discográfica Hazte sentir.

## Antecedentes
La pieza fue escrita íntegramente por Niccolò Agliardi, mientras que la música fue compuesta por Pausini junto con Gianluigi Fazio y Edwyn Roberts. El texto enfatiza la necesidad de comunicarse, de liberar el corazón para permitir que la vida nos sorprenda.

## Formatos
Descarga digital
| "Nadie ha dicho" |                   |          |  |
| N.º              | Título            | Duración |  |
| 1.               | «Nadie ha dicho"» | 3:27     |  |

## Vídeo musical
El videoclip, dirigido por Gaetano Morbioli para  Ejecutar multimedia  y rodado en noviembre de 2017 en  playa negra de Maratea, está protagonizado por la cantante y el actor Cristiano Caccamo.